# Rems-Murr-Kreis
Rems-Murr-Kreis is een Landkreis in de Duitse deelstaat Baden-Württemberg. Op 31 december 2020 telde de Landkreis 427.286 inwoners op een oppervlakte van 858,14 km². Kreisstadt is de stad Waiblingen.

## Steden en gemeenten
Steden
1. Backnang
2. Fellbach
3. Murrhardt
4. Schorndorf
5. Waiblingen
6. Weinstadt
7. Welzheim
8. Winnenden

Overige gemeenten
1. Alfdorf
2. Allmersbach im Tal
3. Althütte
4. Aspach
5. Auenwald
6. Berglen
7. Burgstetten
8. Großerlach
9. Kaisersbach
10. Kernen im Remstal
11. Kirchberg an der Murr
12. Korb
13. Leutenbach
14. Oppenweiler
15. Plüderhausen
16. Remshalden
17. Rudersberg
18. Schwaikheim
19. Spiegelberg
20. Sulzbach an der Murr
21. Urbach
22. Weissach im Tal
23. Winterbach

Alb-Donau-Kreis · Baden-Baden · Biberach · Bodenseekreis · Böblingen · Breisgau-Hochschwarzwald · Calw · Emmendingen · Enzkreis · Esslingen · Freiburg im Breisgau · Freudenstadt · Göppingen · Heidelberg · Heidenheim · Heilbronn (stad) · Landkreis Heilbronn · Hohenlohe · Karlsruhe (stad) · Landkreis Karlsruhe · Konstanz · Lörrach · Ludwigsburg · Main-Tauber-Kreis  · Mannheim · Neckar-Odenwald-Kreis · Ortenaukreis · Ostalbkreis · Pforzheim · Rastatt · Ravensburg · Rems-Murr-Kreis · Reutlingen · Rhein-Neckar-Kreis · Rottweil · Schwäbisch Hall · Schwarzwald-Baar-Kreis · Sigmaringen · Stuttgart · Tübingen · Tuttlingen · Ulm · Waldshut · Zollernalbkreis
Alfdorf ·
Allmersbach im Tal ·
Althütte ·
Aspach ·
Auenwald ·
Backnang ·
Berglen ·
Burgstetten ·
Fellbach ·
Großerlach ·
Kaisersbach ·
Kernen im Remstal ·
Kirchberg an der Murr ·
Korb ·
Leutenbach ·
Murrhardt ·
Oppenweiler ·
Plüderhausen ·
Remshalden ·
Rudersberg ·
Schorndorf ·
Schwaikheim ·
Spiegelberg ·
Sulzbach an der Murr ·
Urbach ·
Waiblingen ·
Weinstadt ·
Weissach im Tal ·
Welzheim ·
Winnenden ·
Winterbach